# NGC 5521
NGC 5521 est une galaxie spirale située dans la constellation de la Vierge. Sa vitesse par rapport au fond diffus cosmologique est de 6 032 ± 18 km/s, ce qui correspond à une distance de Hubble de 89,0 ± 6,2 Mpc (∼290 millions d'al). NGC 5521 a été découverte par l'astronome britannique John Herschel en 1828.